# Cosimo III. de’ Medici

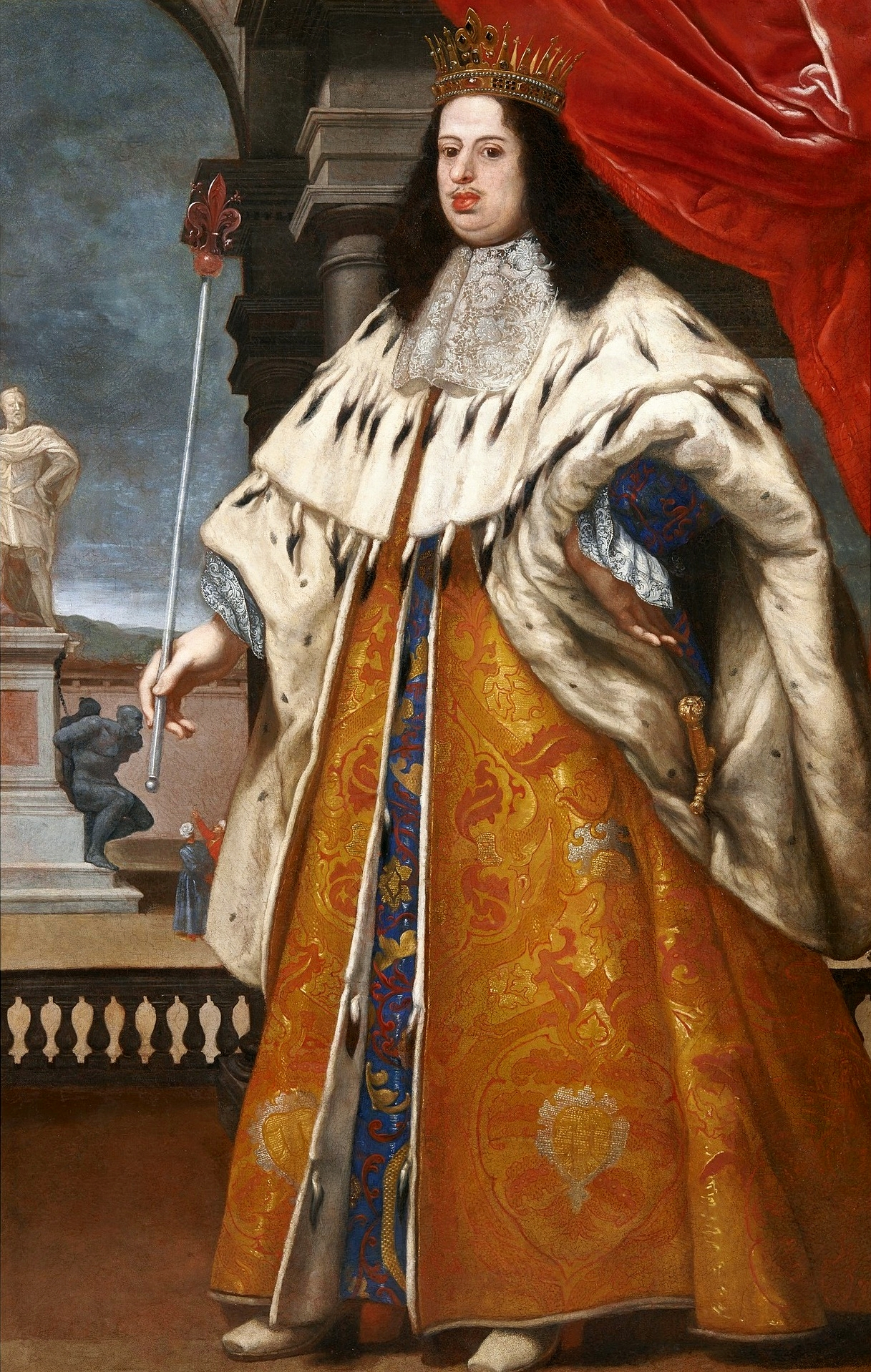
Cosimo III., Großherzog der Toskana

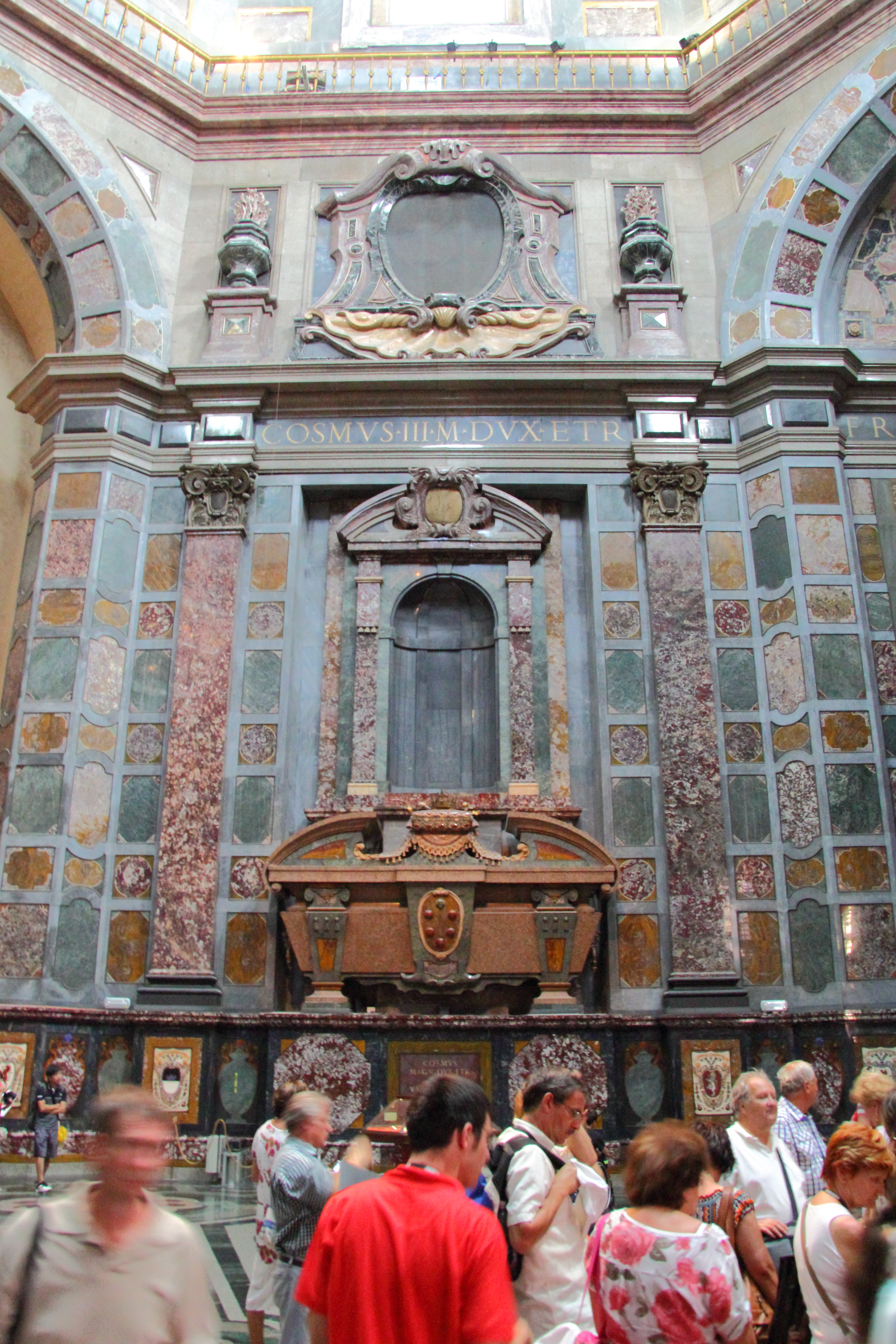
Das Grab von Cosimo III. in der Fürstenkapelle

Cosimo III. de’ Medici (* 14. August 1642 im Palazzo Pitti in Florenz; † 31. Oktober 1723 ebenda) aus der Familie Medici regierte als  Nachfolger seines Vaters Ferdinando II. vom 23. Mai 1670 bis zum 31. Oktober 1723 als – vorletzter – Großherzog der Toskana seines Hauses.

## Leben

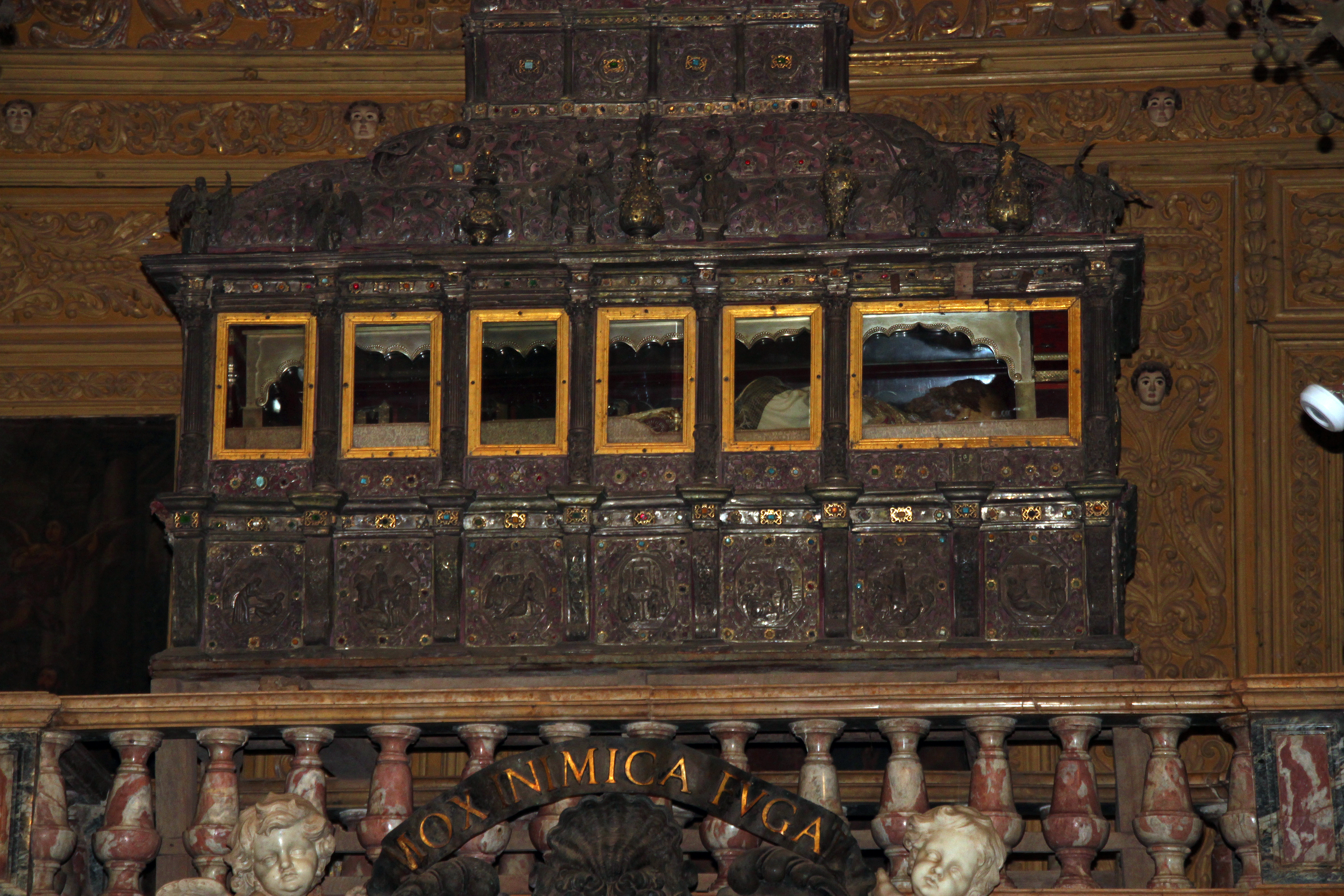
Das von Cosimo III. gestiftete Grabmal des hl. Franz Xaver

Am 20. Juni 1661 heiratete Cosimo Marguerite Louise d’Orléans (1645–1721), die Tochter von Herzog Gaston d’Orléans und Margarete von Lothringen, einer Cousine von König Ludwig XIV. von Frankreich. Die Ehe brachte drei Kinder hervor, wurde  jedoch 1675 geschieden.

Cosimo galt als extrem fromm; er stiftete u. a. das aufwendige Grabmonument für den heiligen Franz Xaver in der Basílica do Bom Jesus in Alt-Goa. Er war jedoch unfähig, die Geschicke des Landes in Zeiten vermehrter europäischer Konkurrenz im Handel sowie des vermehrten Einflusses des Klerus zu lenken. Während sich Cosimo mehr und mehr in die Religion flüchtete, übernahm seine Mutter Vittoria della Rovere (1623–1694) de facto die Regierungsgeschäfte.
Großherzog Cosimo erhielt im März 1691 vom Kaiser die Zuerkennung des Titels einer „Königlichen Hoheit“.
Er war um das drohende Aussterben seiner Familie besorgt, da beide Söhne gleichgeschlechtliche Neigungen hatten.

Er versuchte zu erreichen, dass nach seinem Tod seine Tochter Herrscherin des Großherzogtums werden konnte. Die Großmächte lehnten allerdings ab. Nachfolger Cosimos wurde der jüngere Sohn Gian Gastone. Mit ihm erlosch die regierende Dynastie der Medici im Mannesstamm.

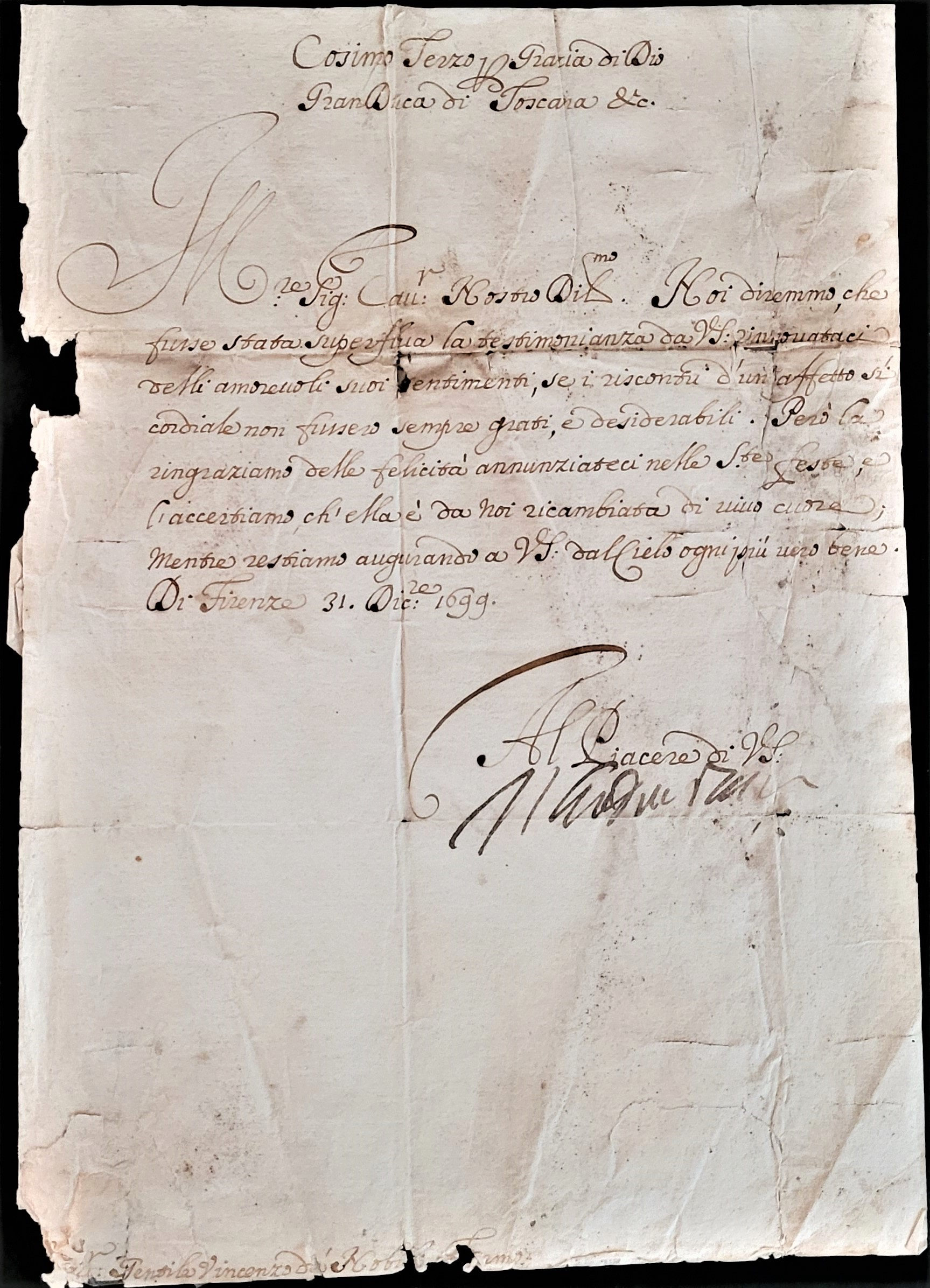
Dokument von Cosimo III. de' Medici, 1699

## Nachkommen
Aus Cosimos Ehe mit Marguerite Louise d’Orléans gingen folgende Kinder hervor:
- Ferdinando (* 9. August 1663; † 31. Oktober 1713) ⚭ 19. Januar 1689 Violante Beatrix von Bayern (* 23. Januar 1673; † 29. Mai 1731), Tochter des Kurfürsten Ferdinand Maria von Bayern
- Anna Maria Luisa (* 11. August 1667; † 18. Februar 1743) ⚭ 5. Juni 1691 Kurfürst Johann Wilhelm von der Pfalz
- Gian Gastone (* 24. April 1671; † 9. Juli 1737), Großherzog der Toskana ab 1723 ⚭ 2. Juli 1697 Anna Maria Franziska von Sachsen-Lauenburg (* 13. Juni 1672; † 15. Oktober 1741), Tochter des Herzogs Julius Franz von Sachsen-Lauenburg